# Xiaomi Redmi 7
Xiaomi Redmi 7 — смартфон компании Xiaomi, входящий в суббренд Redmi, официально представленный 18 марта 2019 года. По словам вице-президента Xiaomi Лу Вейбинга Redmi 7 - первый смартфон в мире в категории цены до 150$, у которого есть защитное стекло Corning Gorilla Glass 5.

## Технические характеристики
- Материалы корпуса: пластик
- Операционная система: Android 9.0 (Pie) + MIUI 10
- SIM: две nano-SIM
- Экран: IPS, диагональ 6,26", разрешение 1520 х 720 точки, ppi 269
- Процессор: Qualcomm Snapdragon 632 который содержит 2 млрд транзисторов.
- Графика: Adreno 506
- Оперативная память: 2/3/4 ГБ
- Память для хранения данных: 16/32/64 ГБ
- Разъёмы: microUSB, 3.5 мм аудиоджек
- Основная камера: 12 Мп+2 Мп, f/2.2
- Фронтальная камера: 8 Мп, f/2.0
- Сети: 2G/3G/4G
- Интерфейсы: Wi-Fi, Bluetooth 4.2
- Навигация: GPS, ГЛОНАСС
- Дополнительно: сканер отпечатков пальцев, акселерометр, датчик освещенности, датчик приближения, гироскоп
- Батарея: 4000 мАч
- Габариты: 158.7 x 75.6 x 8.5 мм
- Вес: 180 г

## Продажи
Мировая презентация Redmi 7 прошла 18 марта 2019 года. В России Redmi 7 был представлен 4 апреля 2019 года в Москве. Тогда же были объявлены цены для российского рынка. В продажу Redmi 7 в России поступил 12 апреля 2019 года, версия 2/16 Гб стоила 9 990 рублей, 3/32 Гб 11 990 рублей, 3/64 Гб 13 490 рублей. Спустя два месяца цена на Redmi 7 была снижена, так самая начальная модификация 2/16 ГБ стала стоить 5 840 рублей.
На европейский рынок версия Redmi 7 4/64 Гб официально не поставляется, однако, это версия есть в Китае.
Так же на российском рынке Redmi 7 продается только в двух цветах: "синяя комета" и "черное затмение".  В других странах доступен еще один цвет "красная луна".

## Тест аккумулятора
Xiaomi провела прямой эфир, в ходе которого тестировался аккумулятор в Redmi 7. В режиме ожидания до полного разряжения батареи смартфон проработал 28 дней.